# Волфганг I фон Фюрстенберг
Волфганг I фон Фюрстенберг (на немски: Wolfgang I von Fürstenberg; * 1 или 3 април 1465; † 31 декември 1509, дворец „Ортенберг“) е граф на Фюрстенберг от 1484 г. до смъртта си, също ландграф на Баар, господар на Волфах, Хазлах и Хаузах. Поддържа тесни връзки с владелите на Вюртемберг и с Хабсургите, което го прави един от най-влиятелните мъже в Югозападна Германия по това време.

## Живот
Волфганг I е вторият син на граф Конрад фон Фюрстенберг († 1484) и съпругата му Кунигунда фон Мач († 1469), дъщеря на Улрих IX фон Мач († 1480/1481), граф на Кирхберг, и на Агнес фон Кирхберг († 1472). Брат е на Хайнрих VII (* 1464; † 22 юли 1499, убит в Дорнах), и на Анна (1467 – 1522), омъжена през 1481 г. за граф Еберхард II фон Валдбург-Зоненберг († 1483) и през 1489 г. за фрайхер Зигмунд II фон Шварценберг († 1529).
След смъртта на баща му на 24 април 1484 г. Волфганг и брат му Хайнрих VII започват да управляват заедно. През 1485 г. Волфганг служи при курфюрст Филип фон Пфалц, а на следващата година получава рицарско звание от император Максимилиан I, което става по време на императорската коронация на 5 април в Аахен.
От 1489 г. Волфганг служи на владелите на Вюртемберг, а през 1490 г. участва в обсадата на превзетата от унгарците Виена. На 30 август 1492 (или едва през 1497) с годишна заплата от 200 гулдена той взема управителски позиции. Около 1500 г. е кралски съветник на Максимилиан.
През 1499 г. Волфганг е главнокомандващ на войската на Вюртемберг. Той пише книги.

## Фамилия
Волфганг I се жени ок. 1488 г. за Елизабет фон Золмс-Браунфелс (* 21 октомври 1469; † 24 август 1540), дъщеря на граф Ото II фон Золмс-Браунфелс и графиня Анна фон Насау-Висбаден. Те имат децата:
- Маргарета (1489 – 1571), омъжена 1502 г. за Йохан Якоб, фрайхер фон Мьорсперг/Мьоршперг и Бефорт († 1534)
- Вилхелм фон Фюрстенберг (1491 – 1549), женен 1505/1506 г. за Бонна де Ньофшател (ок. 1480 – 1515)
- Фридрих III (II) (1496 – 1559), граф на Фюрстенберг, женен на 19 февруари 1516 г. за Анна фон Верденберг († 1554), наследничка на Хайлигенберг и др., дъщеря на граф Кристоф фон Верденберг-Хайлигенберг († 1534) и Елеонора Гонзага († 1512), дъщеря на Джанфранческо Гонзага (1446 – 1496)
- Беатрикс (1499 – сл. 1514), монахиня в Найдинген 1514
- Клара Анна (1501 – 1550), монахиня в Найдинген и Бухау
- Анна Александрина (1504 – 1581), омъжена на 10 юли 1522 г. за Улрих фон Раполтщайн (1495 – 1531)